# Ann Budge
Ann Budge (* 21. Februar 1948) ist eine schottische Unternehmerin und seit 2014 Vorstandsvorsitzende des Fußballvereins Heart of Midlothian aus Edinburgh.

## Karriere
Budge schloss ein Studium der Psychologie ab. Sie war die erste Frau, die nach dem Beginn ihrer Karriere als Softwareentwicklerin bei Scottish & Newcastle plc. (seit 2009 Heineken UK) in eine Führungsposition berufen wurde.
Nachdem sie für F International – heute Xansa – in London gearbeitet hatte, gründete Budge 1985 zusammen mit Allison Newell „Newell & Budge“, das sich auf die Herstellung maßgeschneiderter Software und IT-Systeme spezialisierte. Das Unternehmen wurde später für 30 Millionen US-Dollar an das französische IT-Unternehmen Sopra Steria verkauft und Budge wurde Vorstandsvorsitzende.

## Auszeichnungen
Budge wurde 2005 von der Entrepreneurial Exchange zum „Unternehmer des Jahres“ gekürt und im November 2013 in die Hall of Fame aufgenommen. Sie wird von der „Women's Engineering Society“ als Vorbild aufgeführt. Sie ist darüber hinaus Ehrenabsolventin der Heriot-Watt University und der Edinburgh Napier University.

## Fußball
Budge wurde als alleinige Direktoren von „BIDCO 1874“, einem Konsortium, das Anfang 2014 versuchte, den in Edinburgh ansässigen Fußballverein Heart of Midlothian zu übernehmen, bekannt gegeben. Die „Hearts“  waren zuvor in große finanzielle Schwierigkeiten geraten. Eine Mehrheitsbeteiligung an dem Verein, der zuvor im Besitz des litauischen Unternehmers unter der Leitung von Wladimir Romanow und zugleich Vater des Präsidenten der „Hearts“ Roman Romanow war, wurde im Mai 2014 an „BIDCO 1874“ verkauft. Budge nahm unmittelbar nach der Übernahme die Kontrolle als Vorstandsvorsitzende.